# Илия Лингорски
Илия Ангелов Лингорски е български офицер, генерал-майор, заместник-началник на Оперативно-техническо управление на Държавна сигурност.

## Биография
Илия Лингорски е роден на 15 декември 1924 г. в Троян в семейството на Ангел Лингорски. Баща му е убит в полицията като комунист през 1932 г. От 1938 г. учи в Троянската гимназия. Член на РМС от 1939, а на БКП от 1946 г. По време на Втората световна война подпомага партизаните. След провал през 1943 г. е арестуван и лежи в затвора до 9 септември 1944 г. Между 1944 и 1946 г. служи като войник в Оряхово, а след това се записва в Школата за запасни офицери. През 1948 г. започва да учи електроинженерство в Чехословакия. Завършва през юли 1952 г. На 3 октомври 1952 г. е старши разузнавач в шести отдел в ДС (научно-технически), а на следващата година става началник-отделение II степен на отделение „Техническо поддържане“ на четвърти отдел (след обединението на 3,4 и 6 отдел). От 1962 г. е заместник-началник на Четвърти отдел, а от 28 март 1967 г. става началник на Четвърти отдел в ДС. Същата година на 18 август става заместник-началник на Четвърто управление. От 1971 г. е заместник-началник на IV управление на ДС. На 1 февруари 1969 г. е назначен за заместник-началник на Първо главно управление на Държавна сигурност по оперативно-техническите въпроси. От 1 октомври 1971 г. се завръща на старата си длъжност. На 6 август 1976 г. е изпратен на 2 месечен курс в Контраразузнавателната школа на КГБ в Москва. На 5 юни 1978 г. е назначен за първи заместник-началник на Четвърти отдел на ДС. На 13 януари 1986 г. е назначен за първи заместник-началник на самостоятелно управление Оперативно-техническо управление на ДС. С Решение № 129 от 14 май 2010 г. на Комисията по досиетата е обявен за служител на Държавна сигурност Пенсионира се на 1 май 1990 г.

## Звания
- Лейтенант от ДС – 3 октомври 1952
- Старши лейтенант от ДС – 25 август 1954
- Капитан от ДС – 12 юни 1956
- Майор от ДС – 21 юни 1960
- Подполковник от ДС – 25 август 1964 (предсрочно)
- Полковник от ДС – 1 септември 1969
- Генерал-майор от ДС – 7 септември 1984

## Награди
- Отличник на МВР – 7 септември 1959
- Орден „9 септември 1944“ II ст. с мечове (25 март 1966)
- Орден „Народна република България“ – III ст. (14 януари 1975)
- Орден „Народна република България“ II степен за участие във Възродителния процес.[4]
- Орден „Народна република България“ – I ст. (14 декември 1984)
- Медал на КГБ (6 януари 1985)